# Farallon de Medinilla
Farallon de Medinilla – wyspa należąca do archipelagu Marianów Północnych. Znajduje 83 km na północ od Saipan i jest najmniejszą wyspą w całym archipelagu (nie licząc Zealandia Bank). Wyspa nie jest zamieszkana.

## Geografia
Farallon de Medinilla ma w przybliżeniu kształt klina o długości 2,8 km i szerokości 150 m na południu rozszerzając się na północ gdzie osiąga szerokość 530 m. Powierzchnia wyspy wynosi 0,845 km². Najwęższe miejsce na wyspie ma tylko 20 metrów szerokości. Najwyższe wzniesienie wynosi 81 m n.p.m.
Brzegi wyspy stanowią klify. Wyspa jest porośnięta trawą.

## Historia
Wyspa została odkryta 1544 roku przez hiszpańskiego żeglarza Bernardo de la Torre. Na mapach była oznaczana jako Abreojos. W chwili odkrycia wyspa nie była zamieszkana, jednak w trakcie prowadzonych później badań archeologicznych odkryto fragmenty ceramiki wskazujące na to, że wyspa była zamieszkana przez Czamorro.
W 1899 wyspa wraz z całym archipelagiem Marianów Północnych została sprzedana Cesarstwu Niemieckiemu przez Hiszpanię. Od tej pory wyspa stanowiła część stanowiła część Nowej Gwinei Niemieckiej.
Po I wojnie światowej wyspa została przekazana przez Ligę Narodów Cesarstwu Japonii, jako część Mandatu Południowego Pacyfiku. Po II wojnie światowej wyspa została przekazana Stanom Zjednoczonym, jako część Powierniczego Terytorium Wysp Pacyfiku. Obecne jest częścią terytorium stowarzyszonego z USA i stanowi część Wspólnoty Marianów Północnych.
Przez lata US Navy wykorzystywała wyspę jako poligon wojskowy. W 2002 roku organizacja Center for Biological Diversity, zajmująca się ochroną środowiska, złożyła pozew sądowy przeciwko marynarce wojennej USA. Późniejsze orzeczenie sądu nakazało przerwanie bombardowań.

## Literatura
- Russell E. Brainard et al.: Coral reef ecosystem monitoring report of the Mariana Archipelago: 2003–2007. (=PIFSC Special Publication, SP-12-01) NOAA Fisheries, Pacific Islands Fisheries Science Center 2012